# Серов, Эдуард Афанасьевич
Эдуа́рд Афана́сьевич Серо́в (9 сентября 1937, Москва — 19 сентября 2016, Санкт-Петербург) — советский и российский дирижёр, музыкальный педагог. Главный дирижёр Ленинградского камерного оркестра старинной и современной музыки (1974—1985); основатель, художественный руководитель и главный дирижёр Волгоградского академического симфонического оркестра (c 1987 по 2016). Народный артист РСФСР (1990).

## Обучение
В 1944 году он был принят в только что образованное А. В. Свешниковым Московское хоровое училище, которое окончил в 1954 году. В том же году поступил на отделение хорового дирижирования ГМПИ им. Гнесиных. Но дойдя до IV курса, молодой музыкант осознаёт своё истинное призвание — дирижирование симфоническим оркестром  . Не окончив курса, он поступает в Киевскую консерваторию по классу оперно-симфонического дирижирования проф. Михаила Канерштейна. Полный курс обучения он прошёл за три года. В 1961 году, после выпуска, поступает в аспирантуру Ленинградской консерватории в класс Евгения Мравинского дирижирование) и Вадима Салманова (композиция). В 1964 году окончил аспирантуру при консерватории.

## Творческая деятельность
Карьеру симфонического дирижёра начал в возрасте 22 лет, когда еще первокурсником консерватории работал сразу в нескольких оркестрах. В 1959—1961 годах он дирижировал в Киевском хореографическом училище, оперной студии Киевской консерватории, оркестре Украинского радиокомитета. В 1962—1968 гг. являлся ассистентом Мравинского в Симфоническом оркестре Ленинградской филармонии. В 1968—1977 гг. — первый главный дирижёр симфонического оркестра Ульяновской филармонии.
Широкое международное признание пришло к дирижёру в 1969 г., когда он получил третью премию на первом Международном конкурсе дирижёров, проводившемся в Западном Берлине Фондом Герберта фон Караяна. В 1970 г. он был удостоен почётного звания «заслуженный артист РСФСР», в 1973 г. — «заслуженный деятель искусств РСФСР». Тогда же начинается его активная концертно-гастрольная деятельность в Советском Союзе и за рубежом.
В 1974—1985 гг. он возглавлял Ленинградский камерный оркестр старинной и современной музыки. В 1985—1990 гг. вновь работал в оркестре Ленинградской филармонии. Одновременно с должностью дирижёра Волгоградского симфонического оркестра в 1991—1996 гг. являлся главным дирижёром Симфонического оркестра Оденсе (Дания), а в 1995—2003 гг. — Симфонического оркестра Саратовской филармонии.

## Волгоградский академический симфонический оркестр

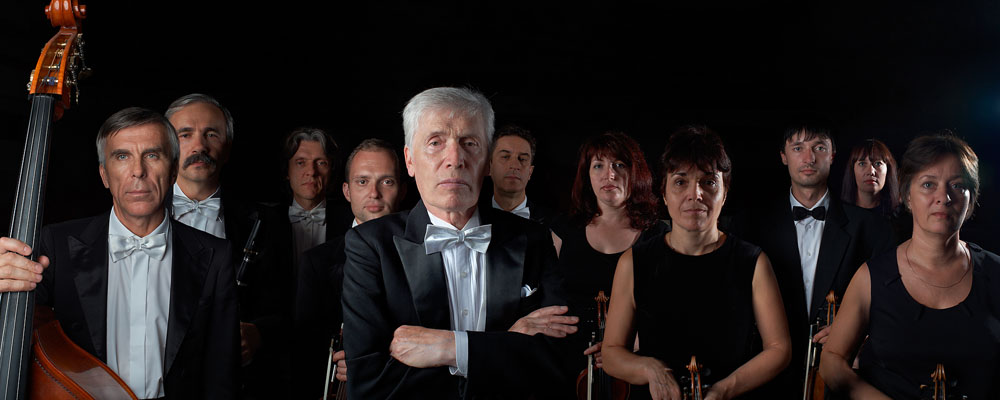
Коллектив оркестра. Эдуард Серов в центре

В 1987 г. вновь возглавил новосозданный коллектив — Волгоградский академический симфонический оркестр — и являлся его бессменным руководителем. Согласие Эдуарда Серова создать и возглавить новый концертный коллектив Поволжья внесло значимый вклад в развитие музыкальной жизни и культуры Волгограда. Город, являвшийся крупнейшим центром Поволжья, в течение долгих десятилетий испытывал настоящий «музыкальный голод». Почти до конца XX века здесь отсутствовала симфоническая культура, находились в состоянии глубокого застоя и все смежные сферы профессионального музицирования. С момента образования оркестра начался отсчет нового этапа в культурной жизни города и области, открылись яркие перспективы и художественные горизонты . В лице Эдуарда Серова оркестр приобрел безупречного лидера — музыканта с высочайшим творческим авторитетом, международной известностью и огромным художественным потенциалом . И главное, руководителя, горячо заинтересованного в настоящем подъёме музыкальной жизни города.
По его инициативе и при деятельном участии в Волгограде были организованы два музыкальных вуза — Волгоградский государственный институт искусств и культуры и Волгоградский муниципальный институт искусств им. П. А. Серебрякова. Сам дирижёр преподавал в обоих вузах, на 2010 год являлся профессором кафедры оркестровых инструментов ВГИИКа. С 1988 года под эгидой оркестра проводится конкурс молодых музыкантов Волгоградской области. В 1995 г. учреждён Международный конкурс юных музыкантов-исполнителей «Симфония». Также он являлся одним из основателей международного конкурса молодых пианистов им. П. А. Серебрякова и дирижёром концертов лауреатов.
При его творческом содействии в Волгограде в 1992 году была основана Волгоградская оперная антреприза — первый в истории города оперный театр (ныне — театр «Царицынская опера»). Здесь он выступил дирижёром-постановщиком спектакля «Евгений Онегин» (реж. О. Иванова, 1995).
Являлся организатором и художественным руководителем множества фестивалей классической музыки в Волгограде, среди них: «Музыкальные вечера на Волге» (1997), «Скандинавская музыка» (2000), «К 2000-летию Христианства» (2000), «Пушкинские оперы — концертные исполнения к 200-летию поэта» (1998—2000), «Презент-Стейнвей» (2002), «Tabula rasa» (2001, 2003, 2005, 2007. 2009), «Царицынский вокзал» (ежегодный с 2002, проведено 5 фестивалей), «Ода Великой Победе» (2010) и др.
Исполнительский репертуар дирижера уникален по широте и жанровому универсализму. Он включает более 1000 сочинений разных эпох, стилей, национальных школ и направлений. Превосходное чувство стиля  позволяет ему одинаково убедительно трактовать как музыку старых мастеров (Бах и его современники), сочинения классиков (в его репертуаре все симфонии Бетховена, им неоднократно исполнен беспримерный по масштабам цикл из 41 симфонии Моцарта), так и музыку романтической эпохи (Чайковский, Рахманинов, Брамс, Малер), и творчество композиторов XX века. В России и во всём мире он известен также как один из лучших интерпретаторов скандинавской музыки — произведений Нильсена, Нёрхольма, Сибелиуса. В последнее время репертуарные предпочтения находились в области масштабных концептуальных творений, в том числе произведений для оркестра и хора. Первый исполнитель оркестровых сочинений ряда крупнейших композиторов XX века, в том числе "Четырех прелюдий для камерного оркестра", Кантаты "Знаки Зодиака" Бориса Чайковского. С Волгоградским оркестром осуществил премьерную мировую запись Первой симфонии Бориса Чайковского, готовившуюся к исполнению Евгением Мравинским в 1947 году и запрещенной к исполнению за год до "исторического" постановления 1948 года.
Дирижёр был удостоен титула «Человек года» в конкурсе «Провинциальная муза» (Волгоград, 1995). Неоднократно удостаивался почётных званий и наград множества зарубежных биографических институтов и обществ в Англии, США и других странах.

## Награды
Государственные награды
- Орден Почёта (1998)
- Орден «За заслуги перед Отечеством» IV степени (2006)

Почётные звания
- Заслуженный артист РСФСР (1970)
- Заслуженный деятель искусств РСФСР (1973)
- Народный артист РСФСР (1990) — «за большие заслуги в области советского искусства»[4]